# Ceraticelus berthoudi
Ceraticelus berthoudi är en spindelart som beskrevs av Charles Denton Dondale 1958. Ceraticelus berthoudi ingår i släktet Ceraticelus och familjen täckvävarspindlar. Inga underarter finns listade i Catalogue of Life.